# Albert Dyserynckstadion
Das Albert Dyserynckstadion (französisch Stade Albert Dyserynck) war ein Fußballstadion im Stadtteil Sint-Andries der belgischen Stadt Brügge, Provinz Westflandern. Es war Eigentum des Fußballclubs FC Brügge und von 1912 bis 1975 Heimspielstätte des Vereins. Der 1975 gegründete Amateurverein VV Eendracht Brugge war ebenfalls Nutzer der Anlage.

## Geschichte
Mit der Gründung des FC Brügge (damals: Brugsche Football Club) 1891 spielten die Blau-Schwarzen (niederländisch Blauw-Zwart) im Het Ratteplein. 1912 beschloss der Vereinsvorstand ein Gelände am Torhoutsesteenweg zu mieten. Nach intensiven Verhandlungen mit dem Eigentümer wurde eine Jahresmiete von 1760 Franc vereinbart. Auf dem Grundstück wurde ein Stadion mit kleinen Rängen erbaut, welches den Namen De Klokke (deutsch Die Glocke) trug. Der Name leitete sich von der schräg gegenüberliegenden Kneipe mit dem Namen De Klokke ab. 1920 konnte der Club im Stadion zum ersten Mal den belgischen Meistertitel feiern. Es war die erste Saison nach dem Ersten Weltkrieg. Nach dem Titelgewinn erwarben die Blauw-Zwart das Gelände für das damalige Vermögen von 40.000 Franc. Die Summe wurde durch drei Mitglieder des Vereins aufgebracht. Der Ehrenvorsitzende Alfons Demeulemeester steuerte 20.000 Franc bei, der Vorstandsvorsitzende Albert Dyserynck sowie Vorstandsmitglied Prosper De Cloedt finanzierten den Kauf mit jeweils 10.000 Franc. Einige Jahre später übernahm Dyserynck die Spielstätte und übergab sie für den symbolischen Wert von einem Franc an den FC Brügge. 1931 starb Vereinspräsident Dyserynck (1872–1931), der von 1919 bis zu seinem Tod dieses Amt bekleidete. Im Jahr darauf wurde ihm zu Ehren die Heimat des Vereins in Albert Dyserynckstadion umbenannt.
Die Eintrittspreise lagen damals zwischen 75 Centime und 3,50 Franc. Nach der Einführung der Einkommensteuer von zehn Prozent gab es Diskussionen. Man einigte sich auf eine Steuer von 100 Franc pro Spiel sowie freien Eintritt für den Stadtschreiber. Danach entwickelte sich der Club Brügge zu einer Fahrstuhlmannschaft. Nach mehreren Ab- und Aufstiegen kehrten die Blauw-Zwart 1959 in die höchste Spielklasse zurück und wurden zu einer festen Größe im belgischen Fußball. In dieser Zeit wurde der Rang Spionkop gebaut. Auf der Tribüne waren die treuesten Fans der Blauw-Zwart beheimatet und machten es den Gastmannschaften schwer, in dem Hexenkessel zu bestehen. Nach über 50 Jahren feierte der FC Brügge 1973 seinen zweiten Meistertitel. Es war der Beginn einer erfolgreichen Zeit für den Club aus Brügge. Gleichzeitig stellte ein Konsortium unter dem damaligen Vorsitzenden und Bürgermeister der Stadt, Michel Van Maele, den Verein auf finanziell gesunde Füße. Mit dem Umzug in das neugebaute Olympiastadion (heute: Jan-Breydel-Stadion) im Jahr 1975 begann eine neue Ära des FC Brügge. Nach dem Auszug trug der VV Eendracht Brugge für eine Weile seine Heimpartien in De Klokke aus. 1994 plante Präsident des belgischen Fußballverbandes KNVB, Michel D’Hooghe, die zweiten Mannschaften der Erstligaclubs in der dritten Liga starten zu lassen, und der FC Brügge überlegte die Reservemannschaft im Albert Dyserynckstadion spielen zu lassen. Dazu kam es aber nicht. Danach wurde das Grundstück verkauft und im September 1999 wurde als letztes die baufällige Haupttribüne abgerissen.